# Sudão nos Jogos Olímpicos de Verão de 1960
O Sudão competiu nos Jogos Olímpicos pela primeira vez nos Jogos Olímpicos de Verão de 1960 em Roma, Itália.